# Zyrjanka
Zyrjanka (anche traslitterata come Zyryanka) è una località della Russia siberiana nordorientale, situata alla confluenza del fiume Kolyma con il suo affluente Jasačnaja, nella parte nordorientale della Repubblica Autonoma della Sacha-Jacuzia; è amministrativamente inquadrata come insediamento di tipo urbano.

## Dati climatici
Fonte: WorldClimate.com
- Temperatura media annua: -11,3 °C
- Temperatura media del mese più freddo (gennaio): -36,4 °C
- Temperatura media del mese più caldo (luglio): 15,2 °C
- Precipitazioni medie annue: 274 mm